# Overstag gaan

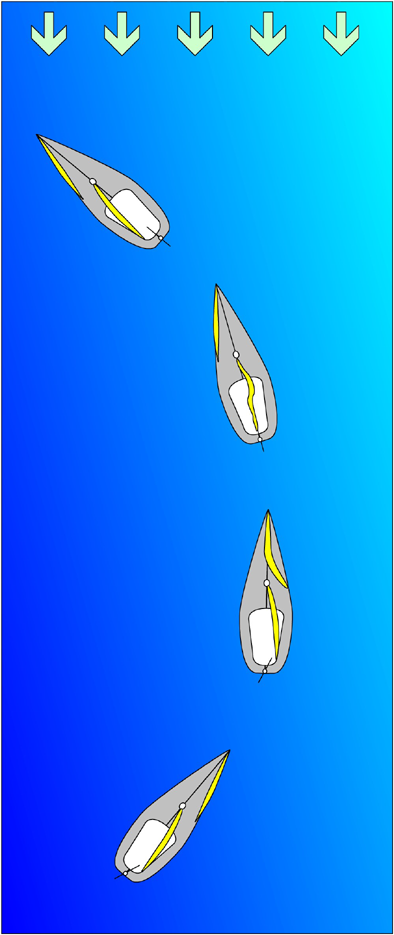
Schematische weergave van overstag gaan

Overstag gaan is een manoeuvre waarbij de voorsteven van de zeilboot door de wind wordt gedraaid. Als gevolg daarvan worden de zeilen naar het andere boord verplaatst door de wind. Om het overstag gaan te vergemakkelijken en tijdens de draai minder snelheid te verliezen kunnen handmatig wisselingen in de zeilstanden van de verschillende zeilen tijdens en vlak voor het overstag gaan worden aangebracht. Gijpen kan worden uitgevoerd door op het moment dat de wind recht van achteren komt het zeil handmatig naar de andere zijde van de boot te trekken en daar weer uit te vieren.

## Welke koers is bezeild na overstag gaan?
Bij het varen van een bepaalde scheepskoers aan de wind is het goed om van tevoren in te schatten welke koersen bezeild zullen zijn na overstag gaan. Elke zeil(st)er kan dit voor de eigen boot op basis van ervaring leren.
Allereerst moet bepaald worden hoe hoog een boot aan de wind kan varen. Afhankelijk van de rompvorm en de zeilvoering heeft elke zeilboot een minimale hoek van de schijnbare wind, waarbij de strak doorgezette zeilen nog net niet gaan killen (klapperen). De schijnbare wind maakt een hoek met het schip, die zichtbaar is met een windvaantje in de mast of met tell-tales aan de zeilen. Een scherp jacht kan bijvoorbeeld wel 40° aan de schijnbare wind zeilen, een platbodem bijvoorbeeld maar 60°. De dwarsgetuigde schepen in de VOC-tijd konden niet eens 90° aan de wind zeilen, die kwamen niet meer weg van lagerwal als ze te ver doorgezeild waren. Bij golfslag wordt de aan-de-wind hoek groter. 

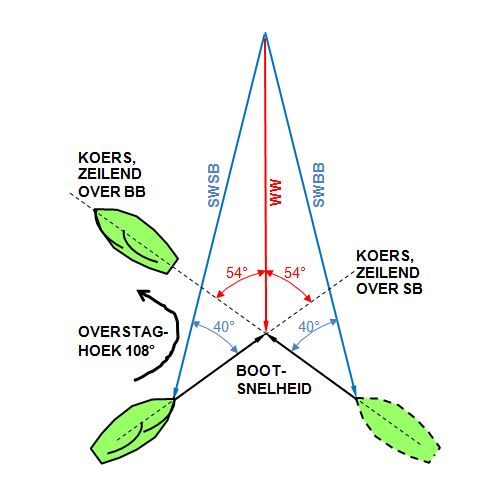
De overstaghoek van een zeilschip

Als een schip 40° aan de wind kan zeilen, dan gaat het schip bij overstag gaan meer dan twee keer 40° wenden, dus meer dan 80°. Dit komt doordat de gemeten 40° wind is ten opzichte van het varende schip, de schijnbare wind dus. Om de scheepskoers naar een bepaald punt te richten gelden de ware koersen op de kaart, dat zijn ook koersen ten opzichte van de ware wind, dat is de wind ten opzichte van de vaste wal.
Zie de figuur. Een schip vaart scherp aan de wind, met de zeilen over stuurboord, en loopt 6 knopen door het water bij een schijnbare wind (SWSB) van 20 knopen (windkracht 5 op de schaal van Beaufort). De hoek (en eventueel de snelheid) van de ware wind ten opzichte van het schip wordt bepaald door het vectorieel aftrekken van de scheepssnelheid (SS) van de schijnbare wind (WW = SW − SS). De schijnbare wind wordt gemeten met een windmeter, meestal gemonteerd boven de masttop. De scheepssnelheid wordt aangegeven door een GPS-navigator of door een log. In een snelheidsdriehoek worden de schijnbare wind (SWSB) en de scheepssnelheid op schaal en onder de juiste hoek getekend, en daaruit volgt de ware wind (WW). Bij 40° aan de schijnbare wind varen blijkt bij deze scheepssnelheid de ware wind een hoek van 54° met de scheepskoers te maken. Tevens blijkt de ware windsnelheid 16 knopen te bedragen, dat is windkracht 4 Beaufort.

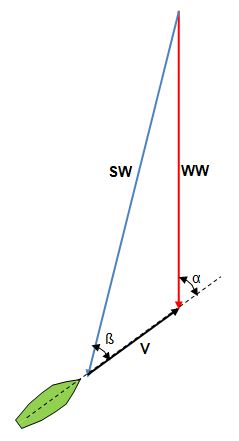
Hoeken van schijnbare en ware wind met de scheepskoers

### Berekening van de ware wind
Aangezien men op een varend schip de ware wind niet direct kan meten moet deze berekend worden uit de twee grootheden die wel gemeten kunnen worden: de schijnbare wind en de scheepssnelheid. De grafische methode die hierboven geschetst wordt is lastig uit te voeren op een varend schip. Deze berekening kan ook continu worden gedaan door een elektronische windmeter die gekoppeld is aan een GPS-navigator. Het principe is gebaseerd op de cosinusregel:
{\displaystyle WW={\sqrt {SW^{2}+V^{2}-2*SW*Vcos\beta }}}
Waar:
- {\displaystyle WW} = werkelijke windsnelheid
- {\displaystyle SW} = schijnbare windsnelheid
- {\displaystyle V} = snelheid (bootsnelheid over de grond, gemeten met GPS)
- {\displaystyle \beta } = hoek tussen schijnbare wind en scheepskoers in graden

De hoek in graden die de ware wind maakt met de scheepskoers volgt uit: 
{\displaystyle \alpha =180-\arccos \left({\frac {WW^{2}+V^{2}-SW^{2}}{2*WW*V}}\right)\,}

### De overstaghoek
Als het schip nu overstag gaat en daarna weer 40° aan de wind gaat varen, met de zeilen over bakboord, is het schip niet 2 × 40° gewend, maar 2 × 54°, ten opzichte van de ware wind. Met die 108° moet rekening worden gehouden als een object bezeild moet worden, bijvoorbeeld een boei. In de figuur is te zien dat na het overstag gaan de ware wind weer een hoek van 54° maakt met het schip, en de schijnbare wind weer een hoek van 40° (SWBB). Met een GPS-navigator is de te behouden koers na het overstag gaan eenvoudig te bepalen door de behouden koers voor het overstag gaan te nemen en daar 108° van af te trekken bij een overstagmanoeuvre naar bakboord, of er 108° bij te tellen voor een overstagmanoeuvre naar stuurboord. Bij golfslag kan de overstaghoek beter wat ruimer genomen worden, bijvoorbeeld 110°. Ook moet rekening worden gehouden met de drift (zijdelings wegzetten) van het jacht op een aandewindse koers. 

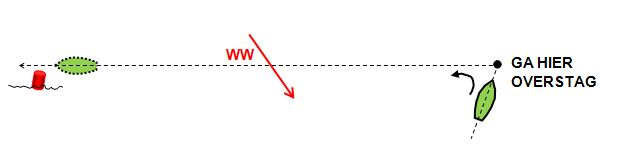
Voorbeeld van een overstagmanoeuvre voor het bezeilen van een boei

### Een voorbeeld
Behouden koers 20°, scherp aan de wind met zeilen over stuurboord. Er moet een boei aan bakboord gerond worden. De boei wordt als waypoint in de GPS gezet en zodra de peiling (bearing) van de boei 20 − 110 = −90° (= 270°) is kan het schip overstag gaan. De boei is nu bezeild. Dit kan ook gedaan worden als de boei nog niet in zicht is. Een alternatieve methode is het gebruik van een verrekijker met peilkompas. Daarvoor moet het te bezeilen object wel zichtbaar zijn.
In het spraakgebruik is overstag gaan meestal het toegeven aan een radicaal ander idee.